# Madagascar, carnet de voyage
Pour les articles homonymes, voir Madagascar (homonymie).
Pour plus de détails, voir Fiche technique et Distribution.
Madagascar, Carnet de Voyage (Madagascar, a Journey Diary) est un film d'animation français, réalisé par Bastien Dubois, sorti en 2009. 
En 2010, au Festival du film francophone d'Angoulême le film reçoit le premier Valois René Laloux récompensant le meilleur court-métrage d’animation et en 2011, il est nommé aux Oscars dans la catégorie meilleur court-métrage d'animation.

## Synopsis
Le Famadihana est une coutume malgache qui signifie « retournement des morts ». Preuve de l’importance du culte des anciens, elle donne lieu à d’importantes festivités, à des danses et des sacrifices de zébus. Le film se déroule sous forme d’un carnet de voyage, retraçant le parcours d’un voyageur occidental confronté à ces différentes coutumes. Les pages du carnet se tournent, les dessins s’animent, les paysages luxuriants de Madagascar défilent, les festivités peuvent commencer…

## Fiche technique
- Titre : Madagascar, Carnet de Voyage
- Réalisation : Bastien Dubois
- Scénario : Bastien Dubois
- Montage : Boubkar Benzabat
- Son : Cyrile Lauwerier
- Production : Ron Dyens et Aurelia Prévieux
- Société de production : Sacrebleu Productions
- Pays d'origine :  France
- Langue : français
- Format : 16/9 - 35mm - couleur
- Genre : court métrage, animation
- Durée : 11 minutes
- Date de sortie : 2009 (France)

## Distinctions
- Prix Canal+ Festival international du film d'animation d'Annecy 2009
- Lutins du court métrage 2010 : meilleure animation pour le film pour Madagascar, carnet de voyage